# Cuide de Vila Verde
Cuide de Vila Verde é uma povoação portuguesa sede da Freguesia de Cuide de Vila Verde do Município de Ponte da Barca, freguesia com 3,71 km² de área e 311 habitantes (censo de 2021), tendo, por isso, uma densidade populacional de 83,8 hab./km².

## Demografia
A população registada nos censos foi:
| Distribuição da População por Grupos Etários | Distribuição da População por Grupos Etários | Distribuição da População por Grupos Etários | Distribuição da População por Grupos Etários | Distribuição da População por Grupos Etários |
| -------------------------------------------- | -------------------------------------------- | -------------------------------------------- | -------------------------------------------- | -------------------------------------------- |
| Ano                                          | 0-14 Anos                                    | 15-24 Anos                                   | 25-64 Anos                                   | > 65 Anos                                    |
| 2001                                         | 54                                           | 60                                           | 155                                          | 69                                           |
| 2011                                         | 55                                           | 33                                           | 174                                          | 82                                           |
| 2021                                         | 36                                           | 37                                           | 157                                          | 81                                           |